# Río Choapa
El río Choapa es un curso natural de agua que atraviesa la parte sur de la provincia de Choapa, en la Región de Coquimbo en Chile.
Su cuenca se extiende desde la divisoria de las aguas en la Cordillera de Los Andes hasta su desembocadura en el océano Pacífico. Limita al norte con la hoya del río Limarí, al este con la hoya del río San Juan y al sur con las hoyas de los ríos Petorca y Quilimarí. Entre este último y el Choapa hay varias cuencas costeras aledañas a la del río Pupío.
Según Hans Niemeyer, el Choapa nace de la confluencia de los ríos Totoral y del Valle.: 285 . Luis Risopatrón, en su Diccionario Jeográfico de Chile publicado en 1924, sostiene en la entrada para el río Chicharra (también llamado río Leiva) que el Choapa nace de la unión del Chicharra con el Totoral.: 195 

## Trayecto
El río Choapa nace en plena cordillera de los Andes de la confluencia de los tributarios Totoral, Chicharra y del Valle. El principal aporte lo hace el río Totoral que nace de la Laguna del Pelado, cercana a la frontera, a unos 3420 m s. n. m. Aguas abajo y aun dentro de la cordillera, toma la dirección NNO y recibe como afluentes al río Cuncumén, río Manque y al río Chalinga, y sin recibir otro afluente de importancia abandona el ámbito andino. Desde Cuncumén cambia su dirección hacia el oeste hasta Chellepin donde cambia a NO. Es solamente en su curso medio cuando recibe un afluente importante; el río Illapel, que le entrega sus aguas por el norte. Desemboca en el mar junto a la Caleta de Huentelauquén, a unos 35 km al norte del puerto de Los Vilos. En su curso el Choapa recibe varios afluentes de importancia: por su derecha, se le juntan los río Chalinga, río Illapel, río Atelcura y el estero Canela. Por su izquierda, en cambio, recibe las aguas del estero Camisas, el afluente principal de esa ribera, y otros esteros de poca significación.
En su largo periplo, el Choapa bordea los poblados de Mincha, Cuncumén, Quelén Alto, El Queñe, Salamanca (Chile), Chalinga hasta la Caleta de Huentelauquén.

## Caudal y régimen
La publicación de la Dirección General de Aguas de 2004 informa que El régimen del río Choapa es principalmente nival, ya que la mayoría de las estaciones fluviométricas de esta cuenca presenta una marcada influencia nival, salvo la estación ubicada en el estero Camisas, la cual tiene un régimen claramente pluvial.: 19 
|  |  |  |  |

El caudal del río (en un lugar fijo) varía en el tiempo, por lo que existen varias formas de representarlo. Una de ellas son las curvas de variación estacional que, tras largos periodos de mediciones, predicen estadísticamente el caudal mínimo que lleva el río con una probabilidad dada, llamada probabilidad de excedencia. La curva de color rojo ocre (con {\displaystyle {\color {Red}\vartriangle }}) muestra los caudales mensuales con probabilidad de excedencia de un 50%. Esto quiere decir que ese mes se han medido igual cantidad de caudales mayores que caudales menores a esa cantidad. Eso es la mediana (estadística), que se denota Qe, de la serie de caudales de ese mes. La media (estadística) es el promedio matemático de los caudales de ese mes y se denota {\displaystyle {\overline {Q}}}. 
Una vez calculados para cada mes, ambos valores son calculados para todo el año y pueden ser leídos en la columna vertical al lado derecho del diagrama. El significado de la probabilidad de excedencia del 5% es que, estadísticamente, el caudal es mayor solo una vez cada 20 años, el de 10% una vez cada 10 años, el de 20% una vez cada 5 años, el de 85% quince veces cada 16 años y la de 95% diecisiete veces cada 18 años. Dicho de otra forma, el 5% es el caudal de años extremadamente lluviosos, el 95% es el caudal de años extremadamente secos. De la estación de las crecidas puede deducirse si el caudal depende de las lluvias (mayo-julio) o del derretimiento de las nieves (septiembre-enero).

## Desvíos
Desde la bocatoma "Coirón" se devían aguas a través del canal "Alimentador" hacia el embalse Corrales, desde donde engrosan el caudal del estero Camisas.

## Historia
El río Choapa fue el límite natural entre la cultura Diaguita y la Picunche.
Francisco Solano Asta-Buruaga y Cienfuegos escribió en 1899 en su obra póstuma Diccionario geográfico de la República de Chile sobre el río:
Chuapa.-—Río de regular volumen y de unos 180 kilómetros de curso medianamente rápido. Se forma de dos ramas con origen en el centro de los Andes, siendo la principal el río de Leiva y la otra menor que procede del cerro Mercenario por los 31° 59' Lat. y 70º 05' Lon., y corre hacia el O. con ligeras vueltas, dividiendo las provincias de Aconcagua y Coquimbo, hasta descargar en el Pacífico bajo los 31º 38' Lat. y 71º 40' Lon. Recibe, desde su cabecera, por la derecha los riachuelos del Manzano, Chalinga, Illapel, Atelcura, Canela, &c., y por la izquierda, los de Quelín, Camisa, Millahue, &c. Sus riberas en general son fértiles y se hallan en su mayor parte cultivadas, notándose particularmente la sección, que se denomina valle de Chuapa, en que se halla la villa de Salamanca. También se encuentran junto á sus márgenes, caseríos, como los de Tambo ó Santo Tomás, Chuchiñí, Doña Juana, Tunga, Mincha, Huentelauquén, &c.
Luis Risopatrón lo describe en su Diccionario jeográfico de Chile (1924) sobre el río:: 838 
Choapa (Rio) 31° 50’ 70° 50'. Es formado por los rios de El Totoral i de La Chicharra, corre hácia el W con lijeras vueltas,, en un cauce cubierto de grandes piedras, con unos 5 m³, en promedio, de aguas templadas, en un valle de poca anchura, entre riberas fértiles en jeneral i que se hallan cultivadas en su mayor parte, mediante diversos canales de riego; recibe por su márjen N el rio Illapel, después del cual se encuentra gneiss en su quebrada i desagua por infiltración en la época, seca del verano, en la costa del mar, después de un curso total de 160 kilómetros i 8000 km de hoya hidrográfica. 1, VII, p. 52; 61, XV, p. 65; 62, II, p. 255; 63, p. 148; 66, p. 226 i 228; 127; 134; i 156; Chuapa en 3, I, p. 558 (Alcedo. 1786); 15, carte de Guillaume de L’Isle (1716); 62, II, p. 266; i 155, p. 244; i Ciuapa en 3, I, p. 585 (Alcedo).

## Población, economía y ecología
El análisis de las mediciones periódicas de la calidad de las aguas, realizadas durante un espacio de siete años consecutivos, permitió concluir en 2017 que su grado de contaminación es bajo, que se trata de uno de los ríos más limpios de la región y que se encuentra en buen equilibrio natural con el entorno por donde fluye.

Vistas del valle del Choapa
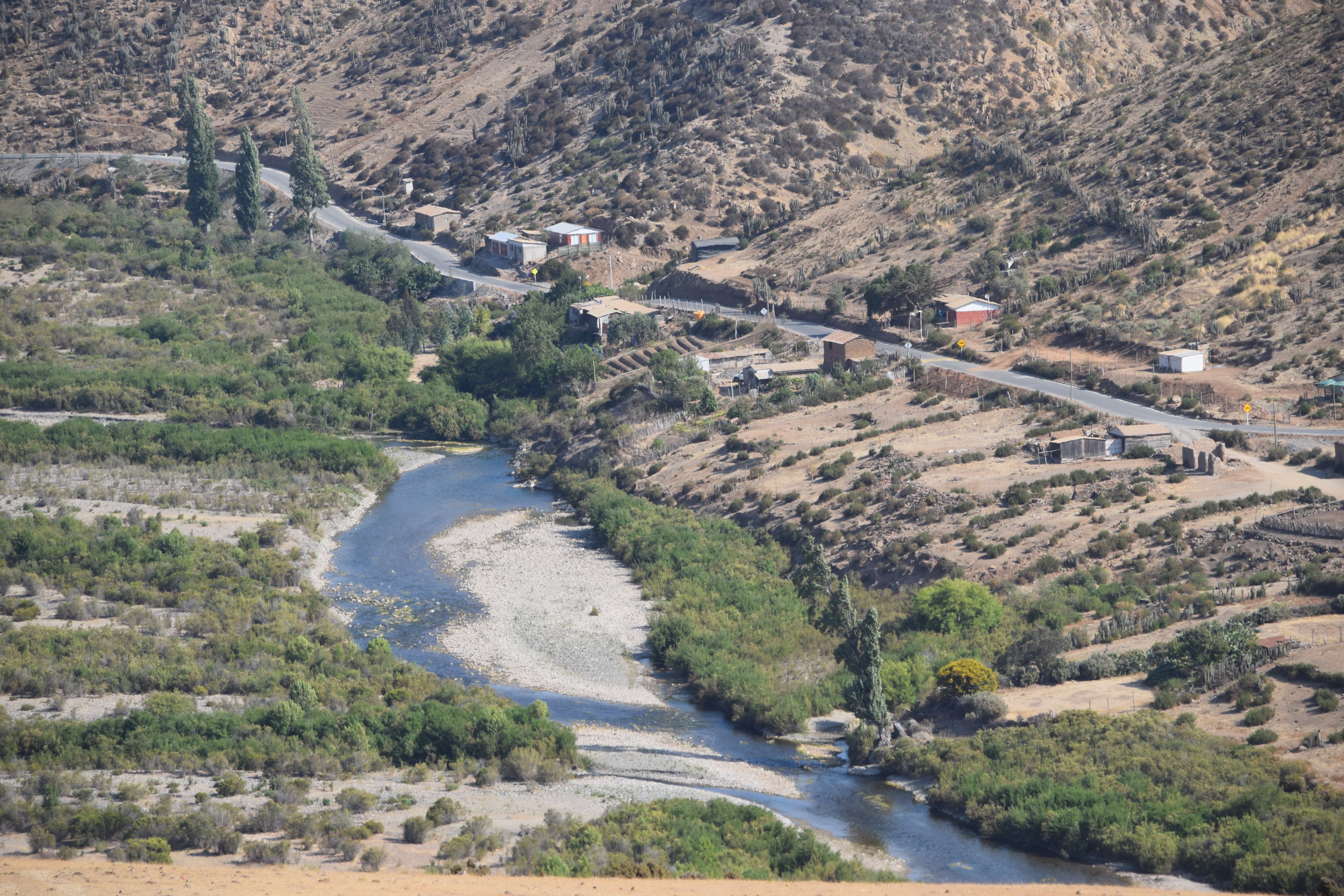
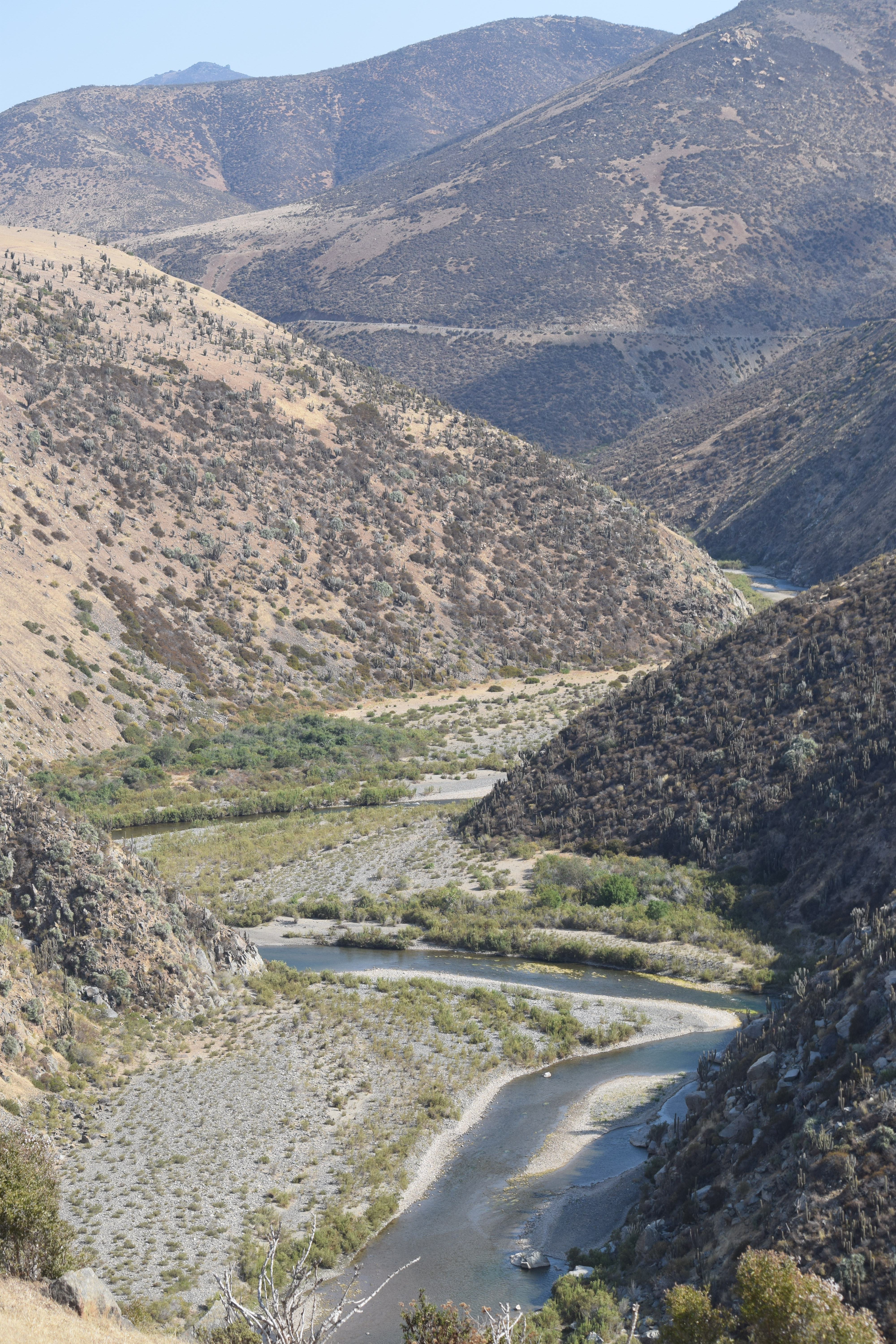
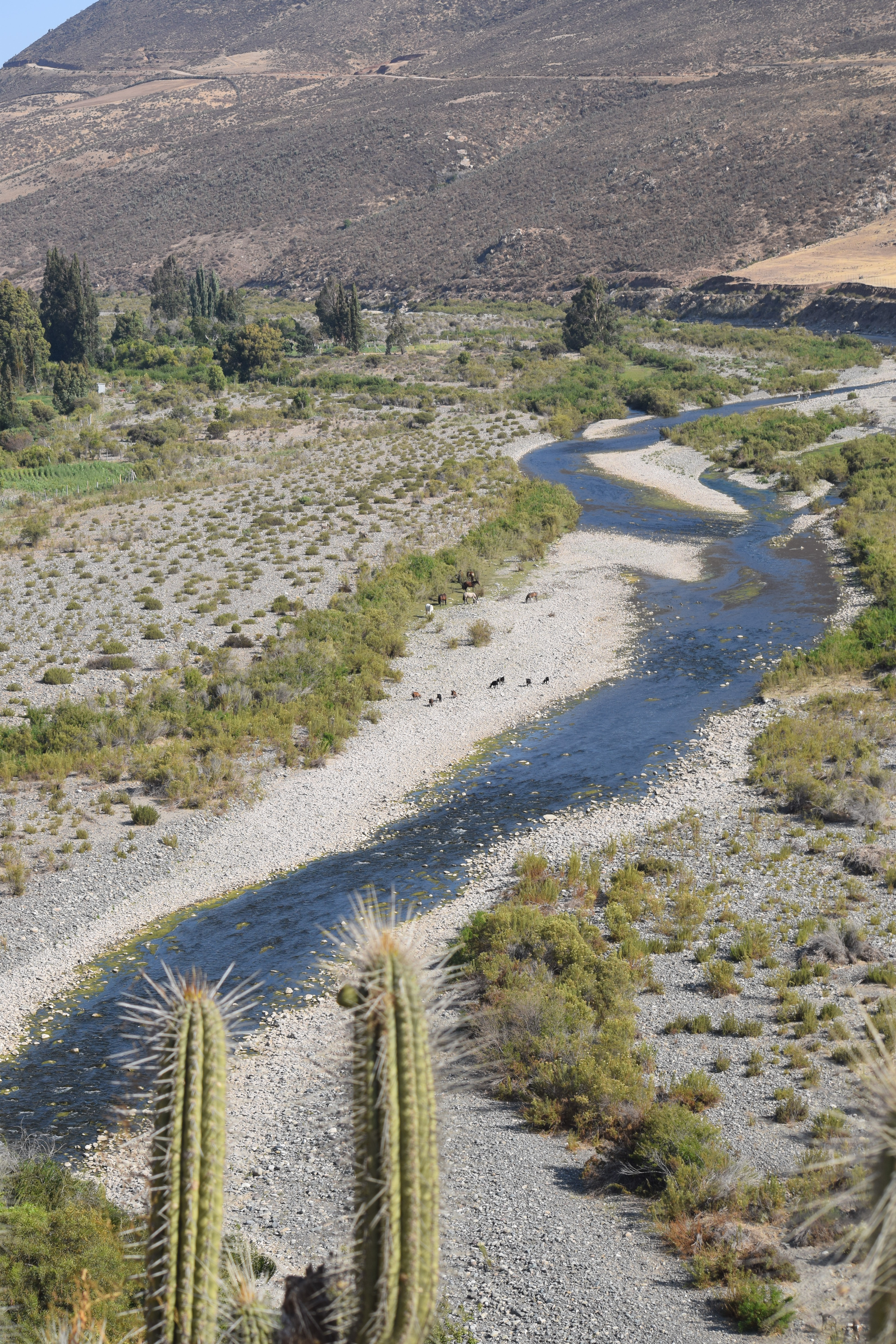